# Mastersia assamica
Mastersia assamica är en ärtväxtart som beskrevs av George Bentham. Mastersia assamica ingår i släktet Mastersia och familjen ärtväxter. Inga underarter finns listade i Catalogue of Life.